# Paul Abadie
Pour les articles homonymes, voir Paul Abadie (homonymie) et Abadie.
Ne doit pas être confondu avec Paul Abadie père.
 (novembre 2012).
Paul Abadie, né à Paris le 9 novembre 1812,, et mort à Chatou (Seine-et-Oise) le 2 août 1884, est un architecte français fils de l'architecte Paul Abadie (père).

## Biographie
Paul Abadie commence ses études à Angoulême et Bordeaux. Son père a travaillé sur plusieurs bâtiments d'Angoulême où il était venu se fixer en 1818. On lui doit le palais de justice, l'hôtel de la préfecture, l'église Saint-Jacques-de-l'Houmeau, le lycée Guez de Balzac et l'hôtel-Dieu de cette ville.
Il fait ses études à l'École des beaux-arts entre 1835 et 1838 sous la direction de l'architecte Achille Leclère et du peintre Jean Alaux.

### Apprentissage
En 1840, il est nommé surnuméraire aux travaux de construction du palais des archives (agence des Archives du Royaume) sous la direction d'Édouard Dubois et de Charles Lelong.
Il devient ensuite auditeur au conseil des bâtiments civils jusqu'en 1845. Attaché à la Commission des monuments historiques, il participe à la redécouverte du Moyen Âge, notamment par les tournées qu'il fit à partir de 1844.
Nommé premier inspecteur de l'hôtel de la chambre des députés, il donne immédiatement sa démission pour faire partie de l'agence des travaux de restauration de Notre-Dame de Paris, comme second inspecteur, sous la direction de Viollet-le-Duc et Lassus en 1845.

### Architecte diocésain
|                                                                        |  |                                                                                        |
| Cathédrale Saint-Front de Périgueux au XIXe siècle, sans les coupoles. |  | Cathédrale Saint-Front de Périgueux état actuel, après la restauration de Paul Abadie. |

|                                                                                                   |  |                                                                                          |
| Cathédrale Saint-Pierre d'Angoulême, état au XIXe siècle avant restauration, sans les clochetons. |  | Cathédrale Saint-Pierre d'Angoulême, état actuel, avec les restaurations de Paul Abadie. |

En 1849, il est désigné auditeur à la commission des arts et édifices religieux et devient architecte diocésain pour les diocèses de Périgueux, Angoulême et Cahors.
On lui doit de nombreuses autres restaurations, comme celles de plusieurs églises romanes charentaises : Châteauneuf-sur-Charente, Montmoreau-Saint-Cybard.
Il restaure également le Château Ducru-Beaucaillou, la cathédrale Saint-Pierre d'Angoulême, la cathédrale Saint-Front de Périgueux et l'église abbatiale de Bénévent-l'Abbaye.
Le préfet de la Charente le proposa pour la croix de la légion d'honneur, mais le ministère des cultes s'y opposa. La direction des cultes notait à son sujet :

« Au point de vue du service, la nomination de M. Abadie serait déplorable. Si nous avions trois ou quatre architectes comme lui, il faudrait fermer la porte. Il dépasse tous ses crédits, pèse sur notre budget diocésain, notre budget paroissial. Ainsi, en 1854, M. Abadie a dépensé à Angoulême 82 000 fr. au lieu de 35 000. À Périgueux, il a dépassé son crédit de 12 000 fr. Il nous coûte cher en frais de voyage : 4 630 fr. pour 1853 et 1854.

Je crois qu'il doit faire tourmenter M. Magne et ses deux évêques. Pourquoi ne demande-t-il pas au ministère d'État ? C'est, du reste, un homme capable et honnête, mais il nous cause les plus grands embarras en excitant les appétits dans les diocèses et en dépassant les crédits. »

Paul Abadie est nommé en 1862 architecte diocésain pour la cathédrale Saint-André de Bordeaux. Il avait auparavant restauré dans la ville le clocher de la basilique Saint-Michel (1857-1869) et la façade de l'église Sainte-Croix de Bordeaux (1859-1865). En 1869, il est nommé conseiller des bâtiments civils et officier de la Légion d'honneur sur proposition du ministre de la Maison de l'Empereur, le 14 août 1869. Puis à partir de 1871 il devient membre de la commission des Monuments historiques.
Il devient en 1872 inspecteur général des édifices diocésains, puis le 7 juillet 1874, il est nommé architecte diocésain de Paris, en remplacement de Viollet-le-Duc, démissionnaire. Le 9 juin 1880, il démissionne de son poste d'Angoulême et le 26 janvier 1881, il devient architecte diocésain de Bordeaux à la suite de Labbé.
Il participe à la restauration de la basilique Saint-Sernin de Toulouse, dessinée par Viollet-le-Duc, sans apporter suffisamment d'attention à la qualité technique, ce qui conduira à la dérestauration de la fin du XXe siècle.

### Architecte de la basilique du Sacré-Cœur de Paris
Paul Abadie gagne le concours d'un projet d'une basilique située sur la butte Montmartre qui domine tout Paris. En 1873, le cardinal Joseph Hippolyte Guibert le choisit parmi douze autres projets. Il est élu membre de l'Académie des beaux-arts en 1875.

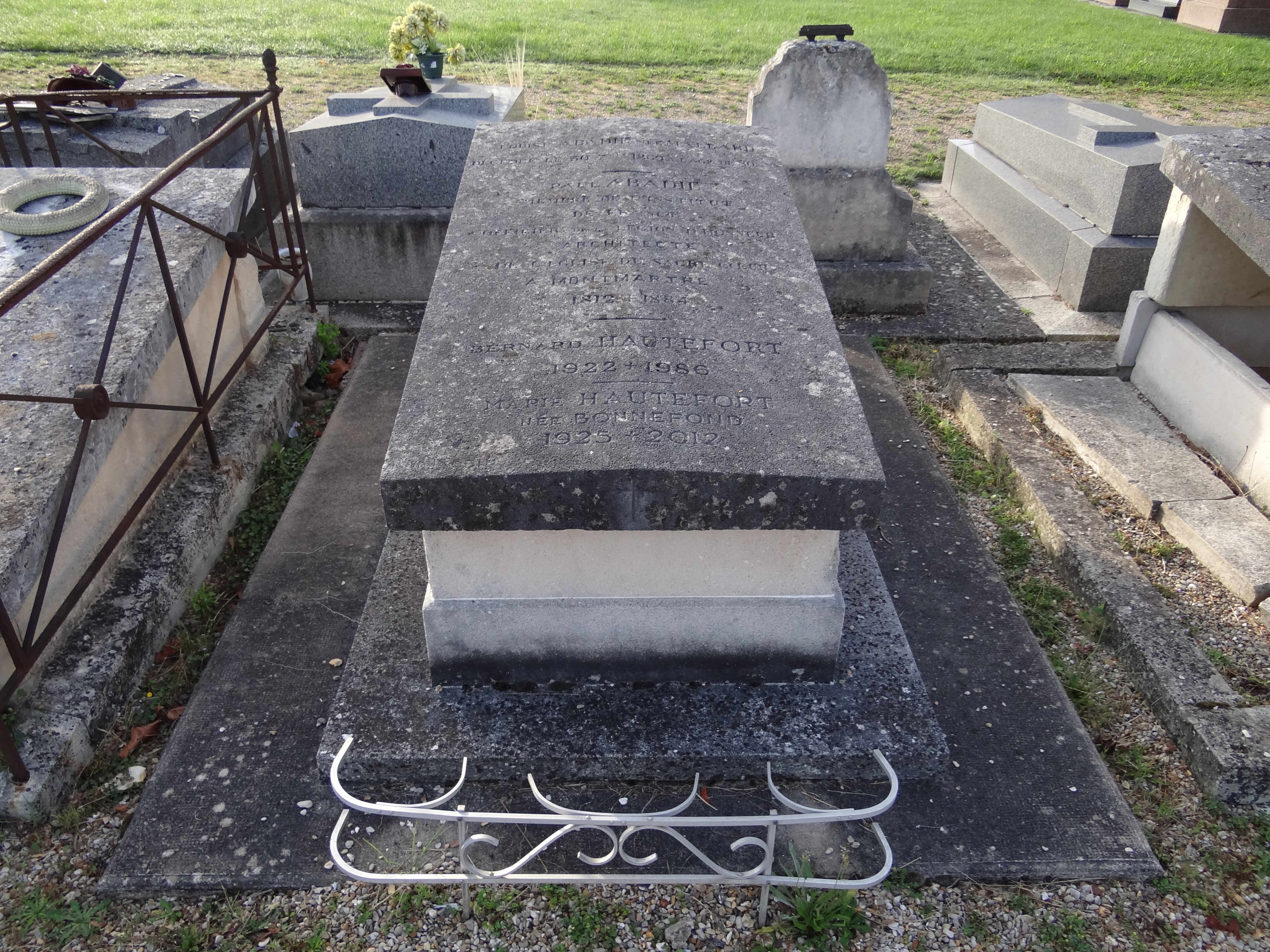
La tombe de Paul Abadie au cimetière des Landes de Chatou (Yvelines).

Abadie s'inspire de la cathédrale Saint-Front de Périgueux et de la basilique Saint-Marc de Venise, lorsqu'il fournit les plans de la basilique du Sacré-Cœur de Montmartre. Les travaux commencent en 1875 pour finir en 1914 mais Paul Abadie meurt en 1884. Son plan fut partiellement modifié par les architectes qui lui succédèrent.

## Œuvres

### Constructions

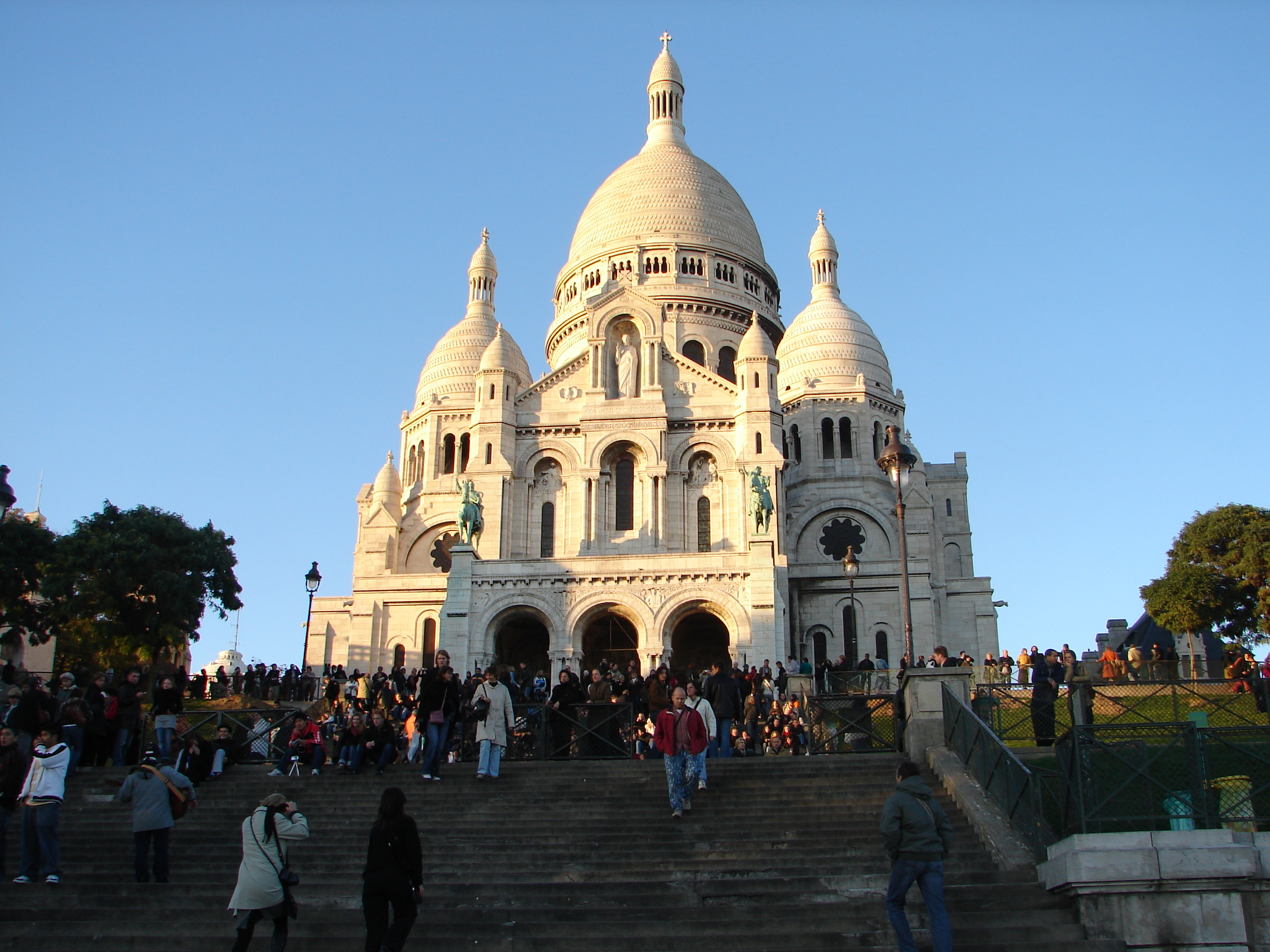
Sacré-Cœur de Montmartre

- Basilique du Sacré-Cœur de Montmartre (1875-1923), plan initial inspiré de la cathédrale Saint-Front de Périgueux.
- Hôtel de ville d'Angoulême (1858-1869)
- Église Saint-Ferdinand de Bordeaux (1862-1867)
- Église Sainte-Marie de la Bastide[6] à Bordeaux (1864-1887)
- Église Notre-Dame de Bergerac
- Église néo-romane Saint-Georges, Mussidan
- Lycée Guez-de-Balzac, Angoulême (commencée par son père)
- Église de Faux-en-Périgord (1886-1888)

### Restaurations

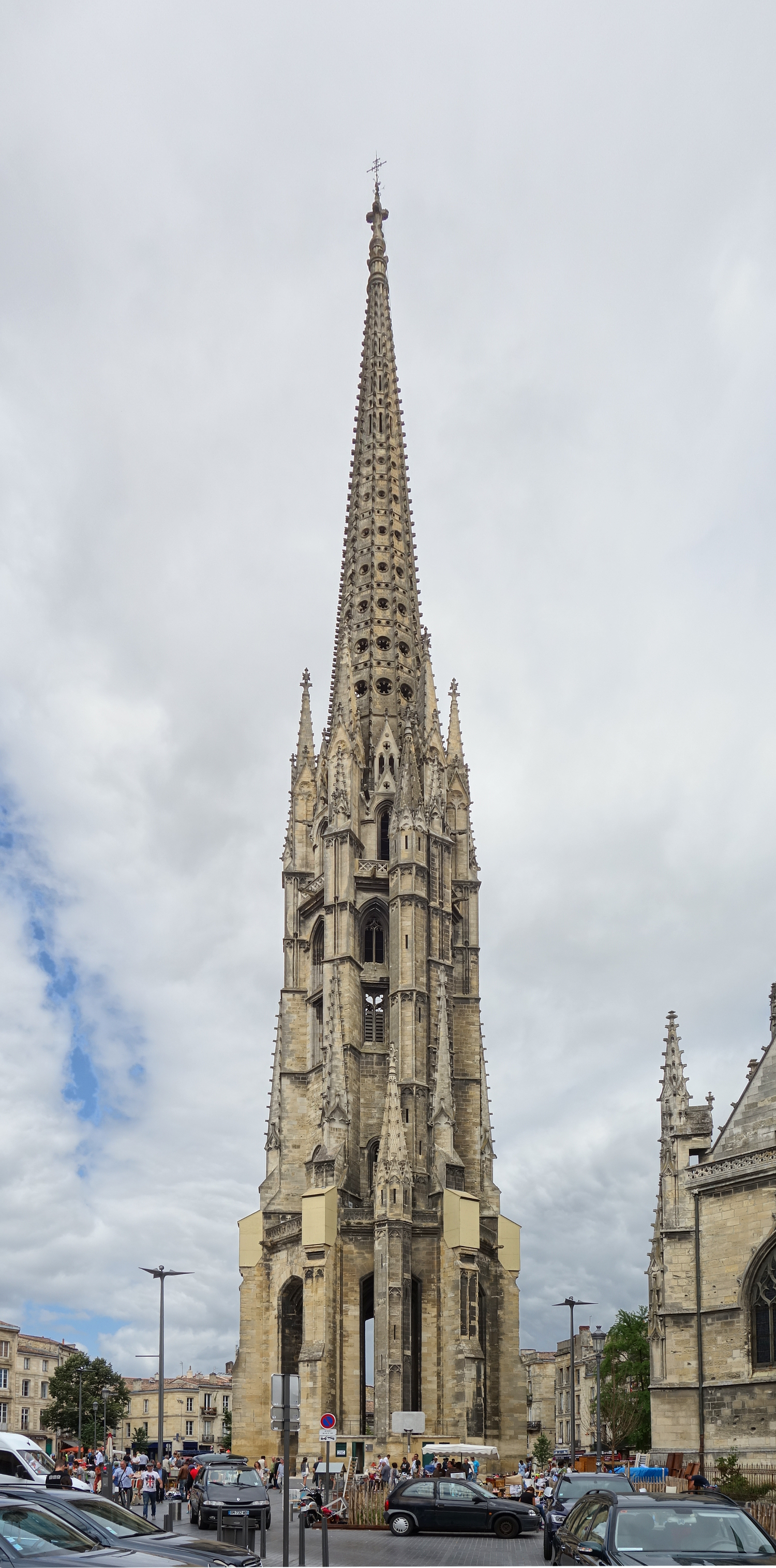
Le clocher de la basilique Saint-Michel de Bordeaux.

- Notre-Dame de Paris (sous la direction de Viollet-le-Duc)
- Abbatiale Sainte-Croix, Bordeaux
- Flèche Saint-Michel[7], Bordeaux
- Sacristie de la cathédrale Saint-André, Bordeaux
- Cathédrale Saint-Front, Périgueux
- Église Saint-Georges de Périgueux, Périgueux
- Abbatiale de Saint-Pierre, Brantôme
- Cathédrale Saint-Pierre d'Angoulême, Angoulême
- Cathédrale Saint-Étienne de Cahors, Cahors
- Église Saint-Léger de Cognac, Cognac
- Collégiale du Moustier, à Saint-Yrieix-la-Perche
- Église Notre-Dame de Chatou (restauration de la nef et ajout de la flèche du clocher en 1872)
- Église Saint-Barthélémy, Bénévent-l’Abbaye

### Autres
- Tombeau de Jean-Louis Guez de Balzac, Angoulême (Hôtel-Dieu, chapelle)